# 881 Athene
A 881 Athene (ideiglenes jelöléssel 1917 CL) a Naprendszer kisbolygóövében található aszteroida. Max Wolf fedezte fel 1917. július 22-én, Heidelbergben.